# Андрусова сопка

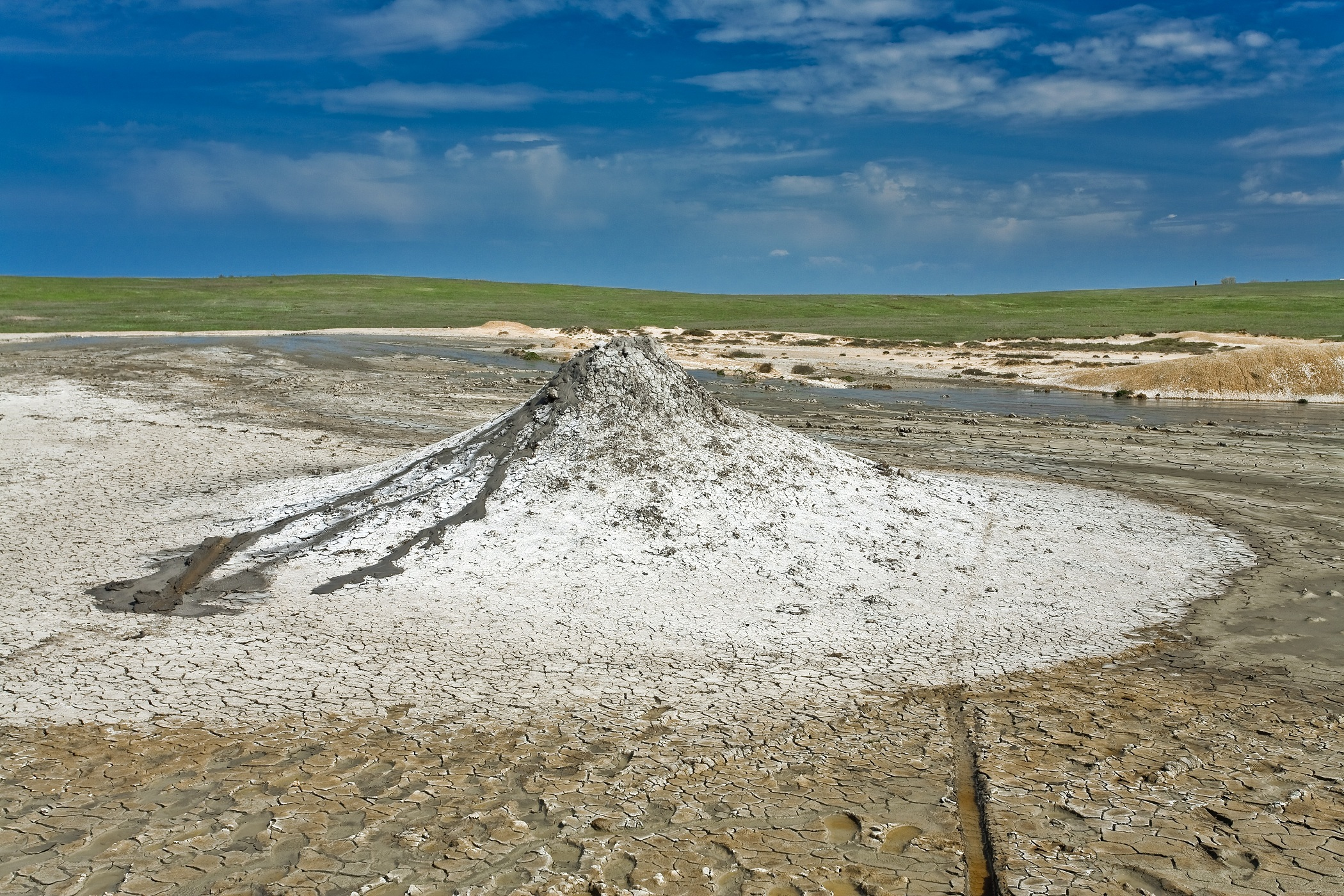
Грязьова сопка Андрусова, Крим, Ленінський р-н, с. Бондаренкове.

Андру́сова сопка (сопка Андру́сова) — один із великих грязьових вулканів Булганацької групи на Керченському півострові. Від 1969 року — геологічна пам'ятка природи місцевого значення. Сопку названо на честь російського геолога Миколи Андрусова.

## Основні відомості
Андрусова сопка має форму зрізаного конуса заввишки 7 метрів, а в діаметрі до 150 метрів.
Сопка складається з глини й уламків сидериту, пісковиків, вапняків, інших порід. Схили порізано ярами та вимивинами.
У центральній частині сопки є кратер діаметром до 15 метрів. З нього періодично вивергаються грязьові маси. За час, що минає до нового виверження, маса висихає та розбивається на полігональні окремості.
На поверхні конуса вулкана постійно діють грифони — окремі невеликі центри виверження (щороку 5—10). Вони виділяють газ, воду й грязь.

## Галерея

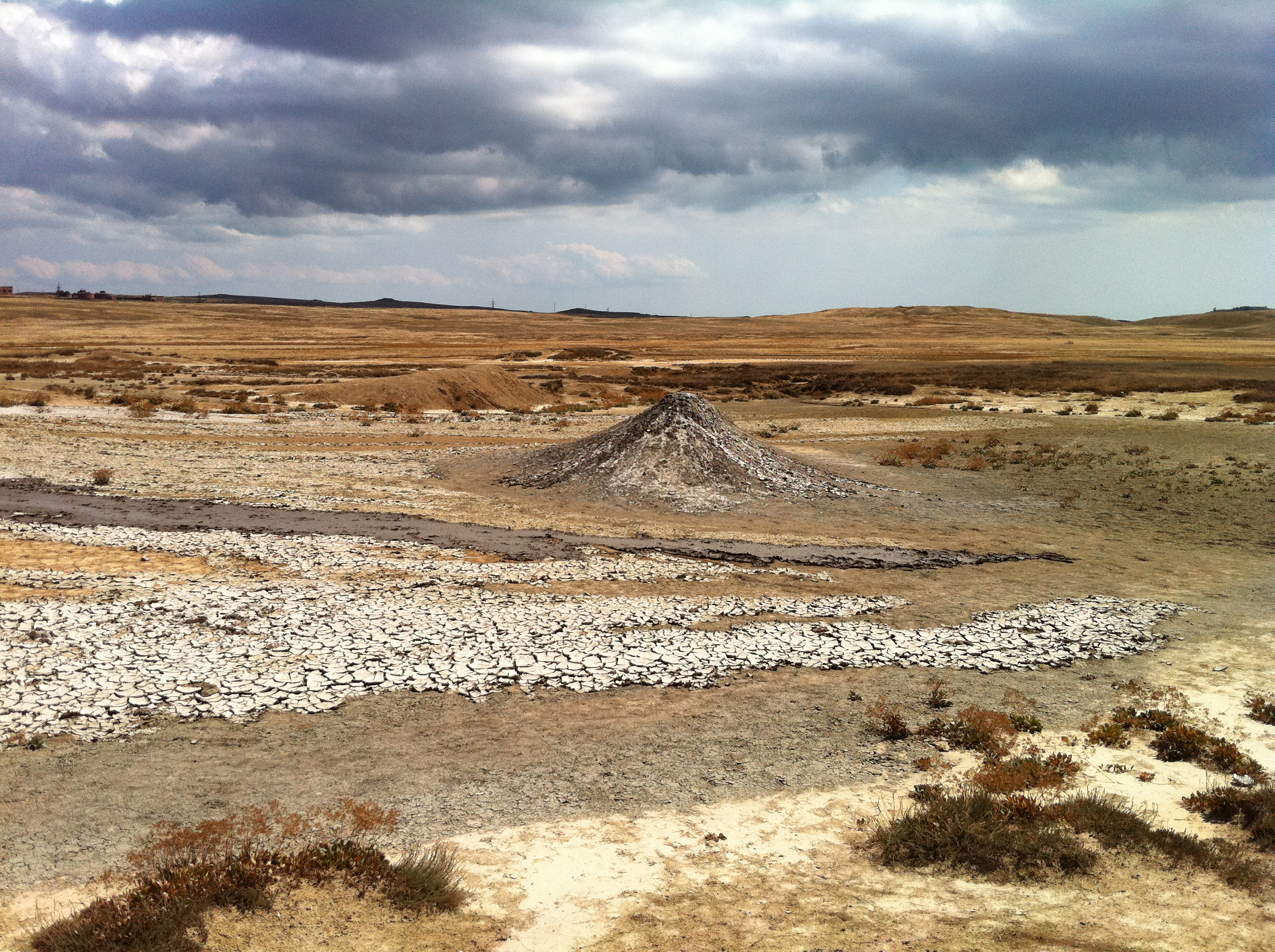
Андрусова сопка у серпні 2011 р.
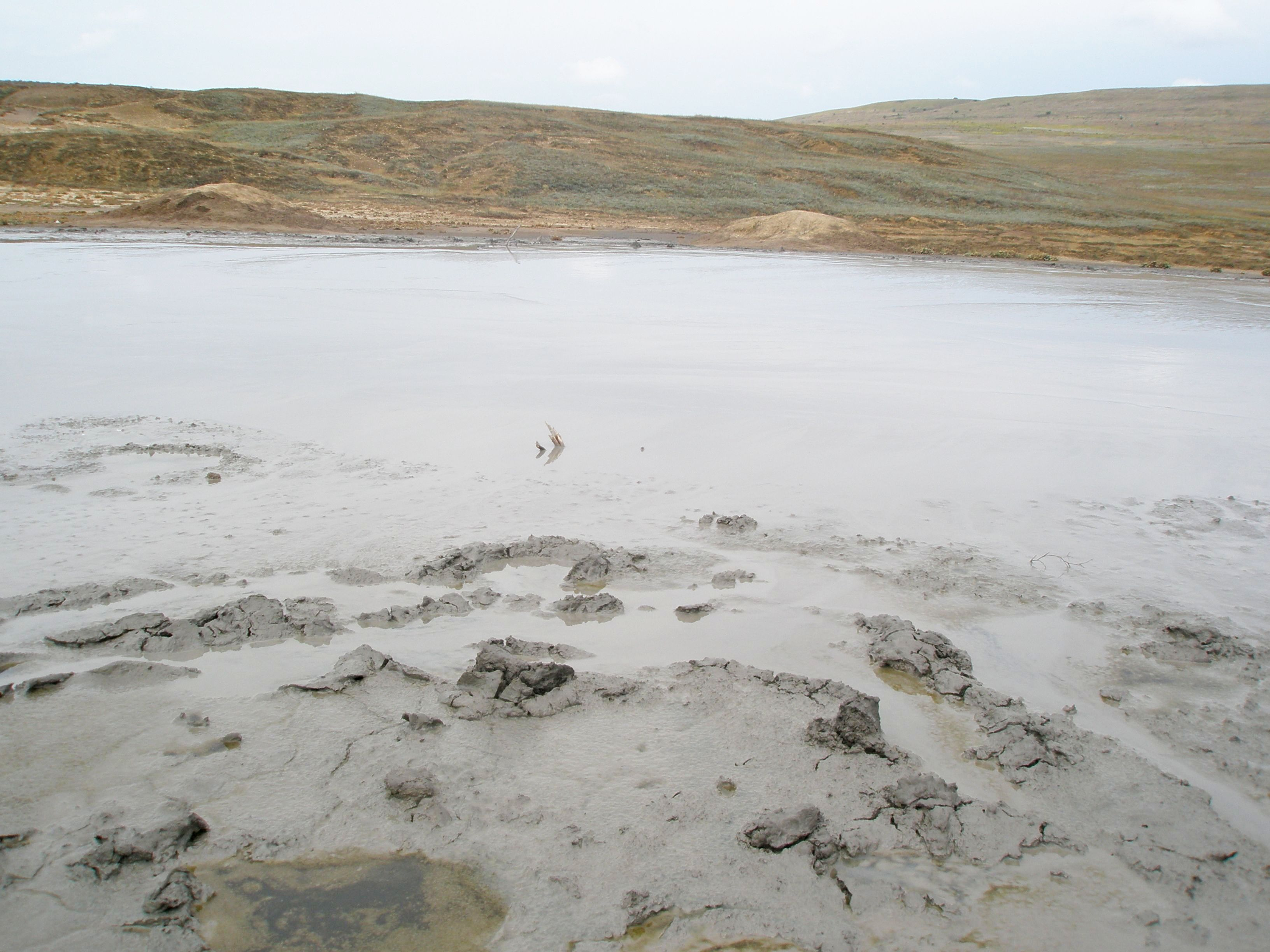
Розлив сопки Андрусова у серпні 2009
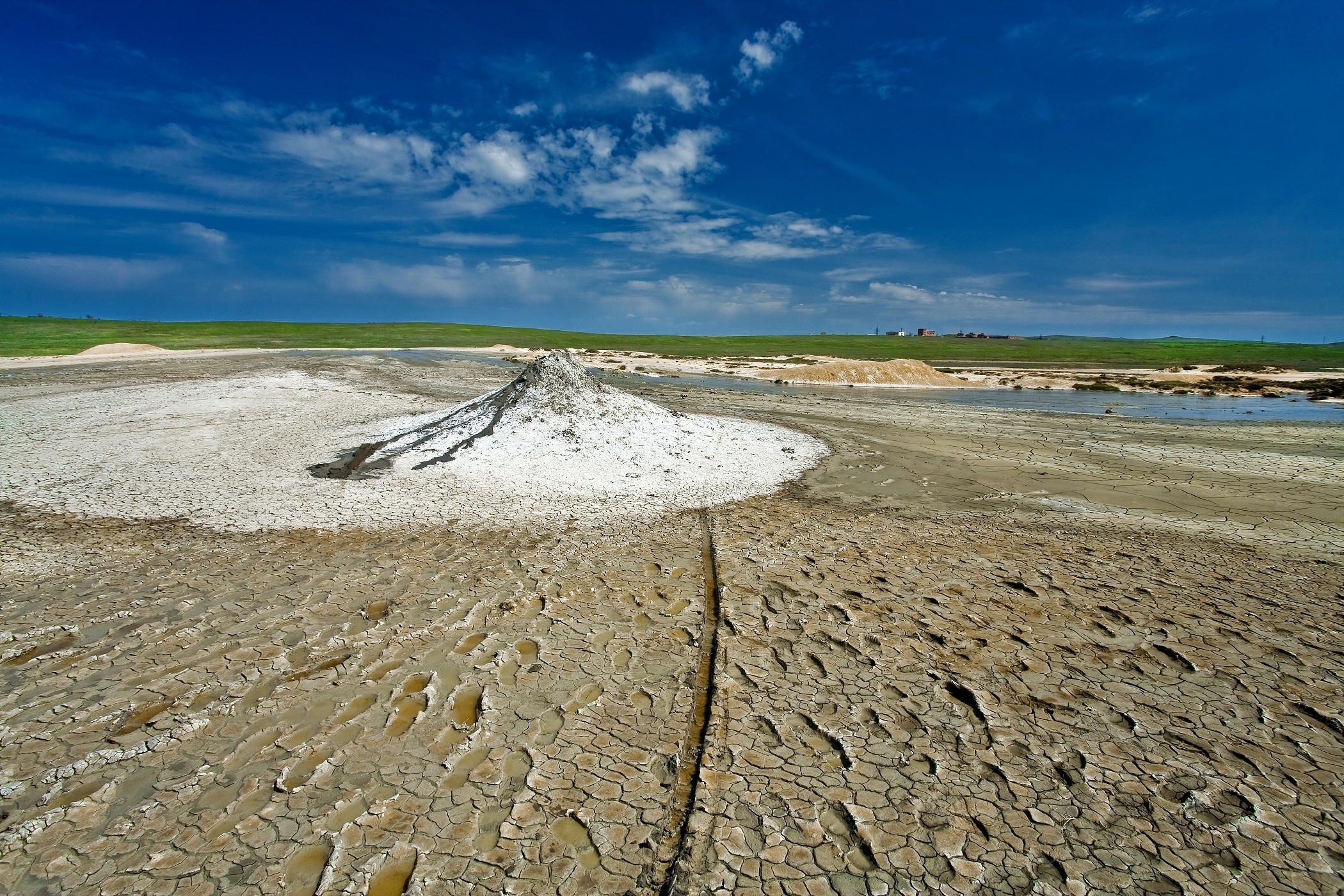
Грязьова сопка Андрусова у квітні 2013